# TBS系リアルタイム配信
TBS系リアルタイム配信（ティービーエスけいリアルタイムはいしん）は、2022年4月11日に開始されたTBSの常時同時配信・見逃し番組配信サービスの名称である。

## 概要
TBS系列がゴールデンタイム・プライムタイムに放送している番組の動画を、TVerを通じて放送と同時に無料で配信する。配信対象の番組には、TBSが全国ネット向けに制作するレギュラー・スペシャル番組等に加えて、準基幹局の毎日放送（MBS）・中部日本放送（CBC）・RKB毎日放送（RKB）等の東京支社等が全国ネット・地方のローカル等の番組向けに制作するレギュラー・スペシャル番組等も含まれている。

### 開始まで
イギリス・英国放送協会（BBC）とITVが2008年からテレビ放送の同時配信サービスを開始したのを皮切りとして、世界各国の放送局が相次いで同時配信サービスを開始したが、日本では著作権法や採算上の問題、系列局（地方局）等への配慮などから、TBSを始めとする、民放各社はこれまでテレビ番組のインターネット同時配信に慎重であった。
しかし、テレビ離れが急速に進んでいることや2020年3月に日本放送協会（NHK）がNHKプラスのサービスを開始させることを受けて、TBS等の在京民放5社でも同年秋にインターネット同時配信を始める方針で関係各所と調整していることが同年2月に報じられた。
TBSは2021年度内に同時配信サービスを開始することで検討していることが同年9月に報じられ、同月29日に行われた定例会見にて同局社長の佐々木卓がこの報道を認めた。2022年1月からのサービス開始を予定しており、配信媒体についてはTVerにて配信する方向で調整していると語っていた。
その後、2022年4月11日にサービス開始することを同年3月2日に行われた定例社長会見にて発表した。サービス名は「TBS系リアルタイム配信」でゴールデン・プライム帯の番組を中心に配信するとしている。なお、佐々木は2020年7月の時点ではビジネスモデルや権利関係の問題点を挙げた上で「積極的に推進していこうという立場ではない」として、放送の同時配信に否定的な立場を示していた。

## 特徴

### 配信画面
右上に「TBS系」と透かし（ウォーターマーク）が挿入されている。

### 対象機器
スマートフォン・タブレット・パソコン（PC）等に対応。なお、TVerのテレビアプリやAmazon Fire TV・Chromecast等を介した視聴は出来ない。